# Дурилка

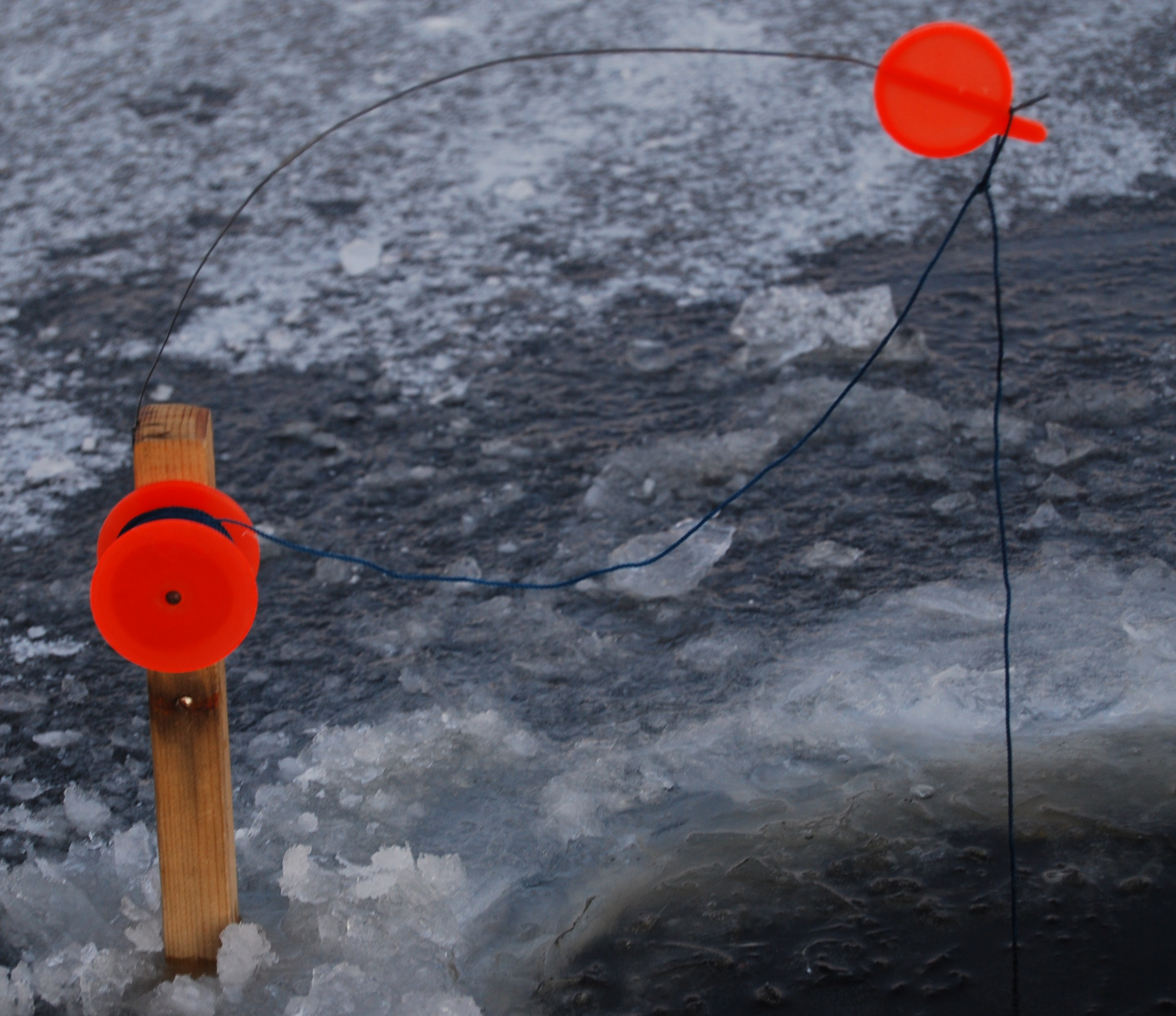
Современная снасть

Дурилка — снасть, употребляемая для зимней ловли щук в озёрах. Она состоит из длинной тонкой бечёвки с привязанным к ней на медной проволоке крючком. Крючок с насаженной наживкой опускается сквозь прорубь почти до дна, бечёвка же подпирается у проруба тонким прутиком и привязывается к крепко примороженному колышку. Когда рыба хватает наживку, насаженную на крючок, прутик падает и рыбак, наблюдающий над целым рядом дурилок, бежит к проруби и вытаскивает рыбу.